# Konferencja Wschodnia

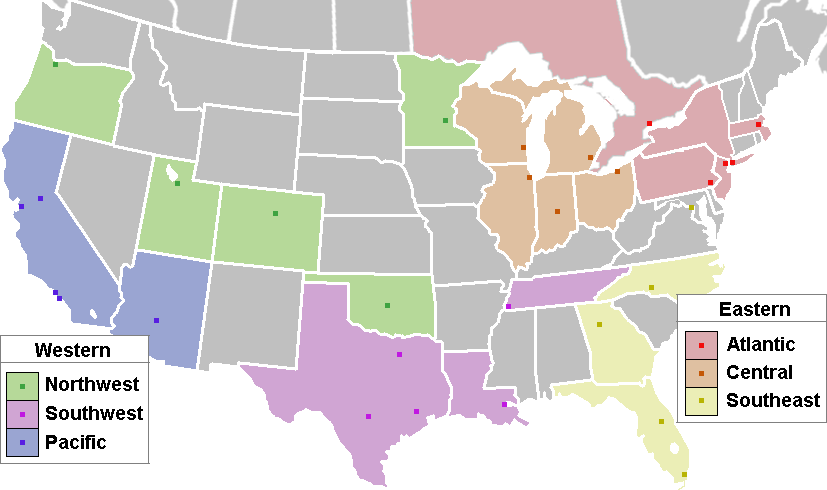
Dywizje i konferencje NBA

Konferencja Wschodnia – element systemu organizacji National Basketball Association, amerykańskiej zawodowej ligi koszykówki. Konferencje Wschodnia i Zachodnia grupują drużyny według orientacyjnego położenia geograficznego.
Od sezonu 2004–2005 konferencja dzieli się na trzy dywizje: Atlantic Division (Atlantycką), Southeast Division (Południowo-wschodnią) i Central Division (Centralną). W każdej dywizji występuje po pięć zespołów. Wcześniej były tylko dwie dywizje: Atlantycka i Centralna. Do 1970 r. liga dzieliła się na dwie dywizje.
Drużyny występujące w tej samej konferencji rozgrywają ze sobą 52 mecze w sezonie zasadniczym, pozostałe 30 z drużynami drugiej konferencji, a po sezonie spotykają się w rozgrywkach play-off. Rozstawieni w play-offach są zwycięzcy poszczególnych dywizji oraz drużyna z najlepszym bilansem zwycięstw spośród pozostałych. Jednak przewagę własnego boiska daje nie rozstawienie, ale bilans w sezonie zasadniczym. W pojedynkach fazy play-off gra się do czterech zwycięstw. Zwycięzca finałów konferencji spotykają się ze sobą w finale ligi.
Najlepsi zawodnicy obu konferencji rozgrywają corocznie między sobą towarzyski, ale bardzo prestiżowy Mecz Gwiazd.

## Organizacja Konferencji Wschodniej
| Atlantic Division  | Southeast Division | Central Division    |
| ------------------ | ------------------ | ------------------- |
| Boston Celtics     | Atlanta Hawks      | Chicago Bulls       |
| Brooklyn Nets      | Charlotte Hornets  | Cleveland Cavaliers |
| New York Knicks    | Miami Heat         | Detroit Pistons     |
| Philadelphia 76ers | Orlando Magic      | Indiana Pacers      |
| Toronto Raptors    | Washington Wizards | Milwaukee Bucks     |

## Mistrzowie Konferencji Wschodniej
- 1947: Philadelphia Warriors
- 1948: Philadelphia Warriors
- 1949: Washington Capitols
- 1950: Syracuse Nationals
- 1951: New York Knicks
- 1952: New York Knicks
- 1953: New York Knicks
- 1954: Syracuse Nationals
- 1955: Syracuse Nationals
- 1956: Philadelphia Warriors
- 1957: Boston Celtics
- 1958: Boston Celtics
- 1959: Boston Celtics
- 1960: Boston Celtics
- 1961: Boston Celtics
- 1962: Boston Celtics
- 1963: Boston Celtics
- 1964: Boston Celtics
- 1965: Boston Celtics
- 1966: Boston Celtics
- 1967: Philadelphia 76ers
- 1968: Boston Celtics
- 1969: Boston Celtics
- 1970: New York Knicks
- 1971: Baltimore Bullets
- 1972: New York Knicks
- 1973: New York Knicks
- 1974: Boston Celtics
- 1975: Washington Bullets
- 1976: Boston Celtics
- 1977: Philadelphia 76ers
- 1978: Washington Bullets
- 1979: Washington Bullets
- 1980: Philadelphia 76ers
- 1981: Boston Celtics
- 1982: Philadelphia 76ers
- 1983: Philadelphia 76ers
- 1984: Boston Celtics
- 1985: Boston Celtics
- 1986: Boston Celtics
- 1987: Boston Celtics
- 1988: Detroit Pistons
- 1989: Detroit Pistons
- 1990: Detroit Pistons
- 1991: Chicago Bulls
- 1992: Chicago Bulls
- 1993: Chicago Bulls
- 1994: New York Knicks
- 1995: Orlando Magic
- 1996: Chicago Bulls
- 1997: Chicago Bulls
- 1998: Chicago Bulls
- 1999: New York Knicks
- 2000: Indiana Pacers
- 2001: Philadelphia 76ers
- 2002: New Jersey Nets
- 2003: New Jersey Nets
- 2004: Detroit Pistons
- 2005: Detroit Pistons
- 2006: Miami Heat
- 2007: Cleveland Cavaliers
- 2008: Boston Celtics
- 2009: Orlando Magic
- 2010: Boston Celtics
- 2011: Miami Heat
- 2012: Miami Heat
- 2013: Miami Heat
- 2014: Miami Heat
- 2015: Cleveland Cavaliers
- 2016: Cleveland Cavaliers
- 2017: Cleveland Cavaliers
- 2018: Cleveland Cavaliers
- 2019: Toronto Raptors
- 2020: Miami Heat
- 2021: Milwaukee Bucks
- 2022: Boston Celtics

- pogrubienie oznacza Mistrzostwo NBA

## Najwięcej tytułów mistrza Konferencji
- 21: Boston Celtics
- 9: Philadelphia 76ers – Syracuse Nationals
- 8: New York Knicks
- 6: Chicago Bulls
- 6: Miami Heat
- 5: Cleveland Cavaliers
- 5: Detroit Pistons
- 4: Washington Wizards/Baltimore Bullets
- 3: Philadelphia Warriors
- 2: New Jersey Nets
- 2: Orlando Magic
- 1: Indiana Pacers

- 1: Toronto Raptors
- 1: Washington Capitols

## Byłe drużyny
Nieistniejące
- Providence Steamrollers
- Toronto Huskies

Przeniesione do Konferencji Zachodniej
- Cincinnati Royals
- Houston Rockets
- New Orleans Hornets / Charlotte Hornets
- Utah Jazz / New Orleans Jazz
- Golden State Warriors / Philadelphia Warriors